# Aulonothroscus philippinensis
Aulonothroscus philippinensis is een keversoort uit de familie dwergkniptorren (Throscidae). De wetenschappelijke naam van de soort werd in 1985 gepubliceerd door Antonio Cobos Sánchez.